# Interstate 72
Interstate 72 (I-72) é uma rodovia interestadual no centro-oeste dos Estados Unidos que passa estados do Missouri e do Illinois. O seu terminal ocidental situa-se em Hannibal, Missouri, num cruzamento com a U.S. Route 61 (US 61); o seu terminal oriental situa-se em Country Fair Drive, em Champaign, Illinois; tendo no total 288,54 km (179,29 mi).  A rodovia atravessa as principais cidades de Decatur e Springfield, Illinois. Em 2006, a Assembleia Geral do Illinois dedicou toda a I-72 como Purple Heart Memorial Highway. A parte entre Springfield e Decatur é também chamado de Penny Severns Memorial Expressway e a seção entre o quilômetro 35 e o Rio Mississippi é conhecida como Free Frank McWorter Historic Highway.